# Хъркюлийз (град, Калифорния)
Хъркюлийз (на английски: Hercules) е град в окръг Контра Коста, щата Калифорния, САЩ. Хъркюлийз е с население от 25 545 жители (по приблизителна оценка от 2017 г.) и обща площ от 47,4 km². Намира се на 24 m надморска височина. ЗИП кодовете му са 94547, а телефонният му код е 510.